# Cerapachys heros
Cerapachys heros é uma espécie de formiga do gênero Cerapachys.